# Xenurolebias
Xenurolebias là một chi cá trong họ Aplocheilidae thuộc bộ cá chép răng, gồm các loài cá được tìm thấy ở vùng Brazil. 

## Các loài
Hiện hành có 04 loài được ghi nhận trong chi này:
- Xenurolebias cricarensis W. J. E. M. Costa, 2014 [1]
- Xenurolebias izecksohni da Cruz, 1983
- Xenurolebias myersi A. L. de Carvalho, 1971
- Xenurolebias pataxo W. J. E. M. Costa, 2014 [1]